# 瑞赛克股份
安徽瑞赛克再生资源技术股份有限公司（新三板除牌前：836474，简称：瑞赛克），是一家在中国新三板挂牌的上市公司，主营业务包括废旧物资回收与贸易、报废汽车拆解、汽车零部件再制造。
公司成立于2004年9月，系奇瑞汽车有限公司下属全资子公司，2016年3月24日在新三板挂牌上市，主办券商为中信证券。
2018年，公司实现营业收入8.1亿元，同比增长16.27%；实现净利润4341.81万元，同比增长73.52%。